# Petro Vlahos
Petro Vlahos - Πέτρος Βλάχος en grec - (20 d'agost del 1916 – 10 de febrer del 2013) fou un enginyer i inventor estatunidenc, considerat un dels científics i tècnics pioners que van innovar el moviment i les indústries televisives i cinematogràfiques. Va estar constantment desenvolupant solucions que van permetre i estan permetent l'aparició de molts èxits de taquilla. Se'l recorda principalment per crear el procés de composició electrònica de pantalla blava, que redefineix el processament del color conegut com a "bluescreening" o, alternativament "greenscreening" (en el cas d'utilitzar un croma verd) per tal de solucionar problemes de transparència, suavitzat de vores o l'anomenat "color spill" (vessament de color) a l'hora d'inserir un croma simple, i combinar tot això amb la tecnologia de la càmera amb tecnologia de control del moviment per crear una presa moderna d'efectes especials. Aquesta tecnologia permet als editors en postproducció eliminar digitalment la imatge de l'actor que treballa davant el fons blau o verd i inserir-lo en qualsevol fons digital prèviament generat amb ordinador. Per totes les seves contribucions va ser guardonat amb múltiples Oscars i fins i tot un Premi Emmy.

## Inicis
Petro Vlahos va néixer a Raton, una ciutat de Nou Mèxic. Era fill d'uns immigrants grecs i des de petit mostra aptituds per l'electrònica. L'any 1941 es va graduar en la Universitat de Califòrnia a Berkeley. Va treballar com a dissenyador en Douglas Aircraft Company durant el període de la Segona Guerra Mundial i posteriorment com enginyer de radar en Bell Laboratories. Després de la guerra, es va mudar a Hollywood i va començar a treballar en la Metro-Goldwyn-Mayer.

## Carrera de Hollywood
La tecnologia que s'utilitza avui dia per combinar els actors amb imatges digitals de fons deriva de les tècniques que Vlahos va desenvolupar. Ell no va ser el primer a utilitzar la tecnologia del croma - aquest va ser inventat per Lawrence W. Butler per a la pel·lícula The Thief of Bagdad (1940). No obstant això, Vlahos va fer el procés molt més realista i científic. Va crear un sistema anomenat el mate de vapor de sodi, primerament l'any 1959 per l'espectacular remake de Ben-Hur i, posteriorment l'any 1964, pel clàssic de Disney, Mary Poppins, amb el qual guanyà un Oscar.
Més tard va redefinir la diferència de color del procés de la pantalla blava en desenvolupar una forma per minimitzar els efectes secundaris dels mètodes anteriors. Vlahos va elaborar un complicat procés de laboratori que involucrava separar els colors blau, verd i vermell en cada quadre abans de combinar-los de nou en cert ordre. Continua aquest procés i introdueix l'ús de les càmeres de control de moviment durant el treball amb la pantalla blava. Va anomenar a aquest nou invent: Colour-difference travelling matte scheme.
L'any 1976, juntament amb el seu fill, Paul Vlahos, van fundar la Ultimatte Corporation, a Chatsworth, Califòrnia. Les primeres unitats que es van desenvolupar van ser "caixes negres" analògiques que posteriorment es van convertir en maquinari digital avançat i productes de programari per ordinadors en temps real.
Quan les pel·lícules de ciència-ficció van dominar la indústria dels 80, les tècniques de Vlahos es van tornar essencials per produccions com la saga de Star Wars. A més, en grans èxits com el clàssic de 1997 Titanic, es van fer servir refinaments en la seva tècnica per tal de filmar escenes perilloses o difícils de rodar que finalment es van poder aconseguir.
Durant tota la seva carrera, Petro Vlahos va aconseguir més de 35 patents de tecnologia per a la creació de pel·lícules.

## Premis
Com a membre del Consell d'Investigació Cinematogràfica Original de l'Acadèmia, va ser guardonat per l'Acadèmia de les Arts i les Ciències Cinematogràfiques en diverses ocasions, començant pel Premi de Ciències i Tecnologia l'any 1960 pel dispositiu indicador del parpelleig de la càmera.
L'any 1964 va guanyar el seu primer Oscar per la "concepció i el perfeccionament de les tècniques pel color que viatja en la composició cinematogràfica mate".
L'any 1978 va aconseguir un Premi Emmy per la tecnologia de composició de l'Ultimatte.
L'Acadèmia li va atorgar una medalla de reconeixement el 1992. Un any més tard va rebre el Premi Gordon E. Sawyer, sent així el seu segon Oscar.
Finalment, l'any 1995, va rebre el seu tercer Oscat juntament amb el seu fill Paul pels avenços de la pantalla blava fets a través de la Ultimate Corporation.